# Дунайсудоремонт
ЧАО «Дунайсудоремонт» — украинское судоремонтное, судостроительное и машиностроительное предприятие в городе Измаиле Одесской области. Создано в 2008 году на базе государственного предприятия ОАО «Измаильский судостроительно-судоремонтный завод». Занимается ремонтом и строительством речных и морских судов.

## История

### СССР
Завод был основан 15 июля 1947 года.
Возведение основных корпусов завода началось в 1950 — 1960-е годы.
В 1966 году был введен в строй эллинг фирмы «Юбигау», в 1968 — участок по ремонту гребных винтов, в 1970 — плавучий док грузоподъемностью 5000 т.
Численность сотрудников к 1970 году составила более 800 человек, а к 1980—1100 человек.

### Украина
В 2004 году наблюдался спад производства на предприятии, сокращение численности сотрудников, сдача мощностей в аренду.
С 2004 по 2006 председателем наблюдательного Совета ЗАО «Измаильский судостроительно-судоремонтный завод» был депутат Одесского городского совета Юрий Юрьевич Крук.
С 2005 года на предприятии возобновился ремонт судов зарубежных компаний, УДП и других украинских судоходных компаний. На предприятии работало 703 сотрудника.
В 2008 году убыток предприятия составил около 1 млн гривен. Завод увеличил свой доход на 38,66 %, или 10,12 млн до 36,3 млн гривен по сравнению с 2007 годом.
В мае 2008 частное предприятие «Док-сервис» купило 75 % акций завода.
2011 год предприятие закончило с убытком в 5.3 млн гривен.
К 2012 году на базе предприятия планировалось строительство паромного комплекса.
В 2015 году на территории завода было арестовано судно «Aliot» под флагом Молдовы из-за нарушения порядка захода в порты Крыма.
С 2018 по 2019 большая часть объема ремонта флота УДП было выполнено предприятиями «Дунайсудоремонт» и «Дунайсудосервис». Был осуществлен ремонт 9 судов: «Хабаровск», «Нина Соснина», «Звенигород», «Зеленодольск», «Портовый-22» и несколько несамоходных судов.
В 2019 году на территории завода был арестован российский танкер Neyma (Nika Spirit), который принимал участие в блокировании украинских военных кораблей в Керченском проливе.
В 2020 году «Дунайсудоремонт» совместно с «Дунайсудосервис» приступили к строительству крупнейшей баржи в Украине проекта D-6000  для холдинга Агровиста и осенью завершили проект.

## Мощности предприятия

### Основные показатели
| Год  | События | Примечание                                                    |
| ---- | --- | ------------------------------------------------------------- |
| 2020 | Строительство баржи проекта Украина D-6000 «Dnipro-AV-01». Ремонт газовоза «Star Prime», Украина Т/Х «BELLIS», РоссияТ/Х «ХИЛАМАЯ», МальтаТ/Х «AKOMENA», РоссияТ/Х «АВАНГАРД», Россия Т/Х «КАПИТАН ШИРЯГИН», Сьерра-Леоне Т/Х «MAXAL RAISE», | Баржа «Dnipro-AV-01» строилась совместно с «Дунайсудосервис». |
| 2019 | Азербайджан Т/Х «SAIR SABIR», Мальта Т/Х «АЛЕКСАНДРА», Мальта Т/Х «CHELSEA-4», Украина баржа «DDSG-6», Белиз буксира «SEA ROVER», Молдова Т/Х «RAMUS» |                                                               |
| 2018 | Нидерланды Т/Х «REGINA RHENI», Мальта Т/Х «ALPHA», Азербайджан Т/Х «RASUL RZA», Россия Т/Х «СЕСТРОРЕЦК», Азербайджан Т/Х «GAFUR MAMMADOV», Россия т/х «VANCOUVER» («VAN GOGH»), Молдова Т/Х «LEDA», Россия Т/Х «ГЕРМАН», Азербайджан Т/Х «GARADAGH», Белиз Т/Х «OCEAN FORСE», Коморы танкер «STAR PRIME», |                                                               |
| 2017 | Украина Т/Х «DNIPRO — 7», Мальта Т/Х «EVALUNA», Германия буксир компании DDSG «DDSG TULLN», Украина буксир «NEREUS N», Украина Т/Х «МЕХАНИК ГОЛОВАЦКИЙ», Украина буксир «ПОРТОВЫЙ 5», Молдова Т/Х «Dobrinya Nikitich», Молдова Т/Х «Alyosha Popovich», Россия Т/Х «ODESSIT», Россия «Captain Pshenitsin», Россия «Samara City», Украина т/х «Omskiy 6», Украина «Omskiy 14», Украина т/х «K. Shiryagin», Мальта «Chelsea-4», Камбоджа «Volgo-Don 5066» Модернизация: Россия т/х «Stavr», |                                                               |

### Основные мощности на территории предприятия
- причал длинной 1000 метров
- 4 портальных крана грузоподъемностью 10-32 тонны
- плавучий док грузоподъемностью 50 тонн
- плавучий док грузоподъемностью 2500 тонн
- плавучий док грузоподъемностью 5000 тонн
- плавучий док грузоподъемностью 6100 тонн
- стапель грузоподъемностью 500 тонн
- производственные цеха: корпусный цех, механический цех, доковый цех, деревообрабатывающий цех, инструментальный цех
- цех подготовки стали
- кислородная станция

### Флот
На балансе предприятия числятся два буксира: «Портовый-28» (1988), «Трудяга» (1975), а также плавучие краны грузоподъемностью 25 и 5 тонн.